# Ángel Burgueño
Ángel Burgueño (Madrid, 12 juni 1973) is een Spaans autocoureur. Hij heeft deelgenomen aan series als World Series by Nissan en de Le Mans Series. Hij won de GTA klasse van het Spaanse GT kampioenschap in 2004 met Miguel Ángel de Castro. Hij deed ook mee in de LMP1 klassen van de 24 uur van Le Mans in 2008. Hij werd daar twintigste bij het team EPIC Racing samen met Miguel Ángel de Castro en Adrián Vallés. Burgueño deed daar uiteindelijk 189 rondes met een Epsilon Euskadi ee1.